# Galeichthys peruvianus
Galeichthys peruvianus är en fiskart som beskrevs av Lütken, 1874. Galeichthys peruvianus ingår i släktet Galeichthys och familjen Ariidae. IUCN kategoriserar arten globalt som livskraftig. Inga underarter finns listade i Catalogue of Life.